# Mircea Zaciu
Mircea Zaciu (n. 27 august 1928, Oradea – d. 21 martie 2000, Cluj) a fost un critic și istoric literar român, membru de onoare al Academiei Române.

## Biografie
S-a născut într-o familie urbană, de confesiune unită (greco-catolică). În timpul celui de-Al Doilea Război Mondial s-a refugiat împreună cu familia la Arad, unde a urmat cursurile Liceului Moise Nicoară. Acolo a cunoscut pentru prima dată condiția de minoritar, condiție generată de apartenența sa la Biserica Română Unită.
A fost licențiat al Facultății de Filologie a Universității „Victor Babeș” din Cluj, pe care a absolvit-o în anul 1952. Profesor universitar, doctor în litere, a fost, în același timp, eseist, diarist, prozator și poet, coordonator al Dicționarului scriitorilor români, alături de Marian Papahagi și Aurel Sasu.
A format la Cluj o școală de critică și istorie literară. Editor coordonator al colecției „Restituiri” a Editurii Dacia din Cluj. A colaborat la diverse reviste din țară: „Tribuna”, „Convorbiri literare”, „Steaua”, „România literară”, „Apostrof, „Vatra” etc. Este autorul unui Jurnal intim în patru volume, care cuprinde și perioada de la sfârșitul anilor optzeci, anii cei mai sumbri ai dictaturii lui Nicolae Ceaușescu. În volumele sale de eseuri critice a abordat mai ales literatura scrisă în Transilvania, s-a ocupat de opera lui Ion Agârbiceanu într-o monografie separată, dar chintesența acestor preocupări se găsește în volumul Ca o imensă scenă, Transilvania....

## Lucrări publicate

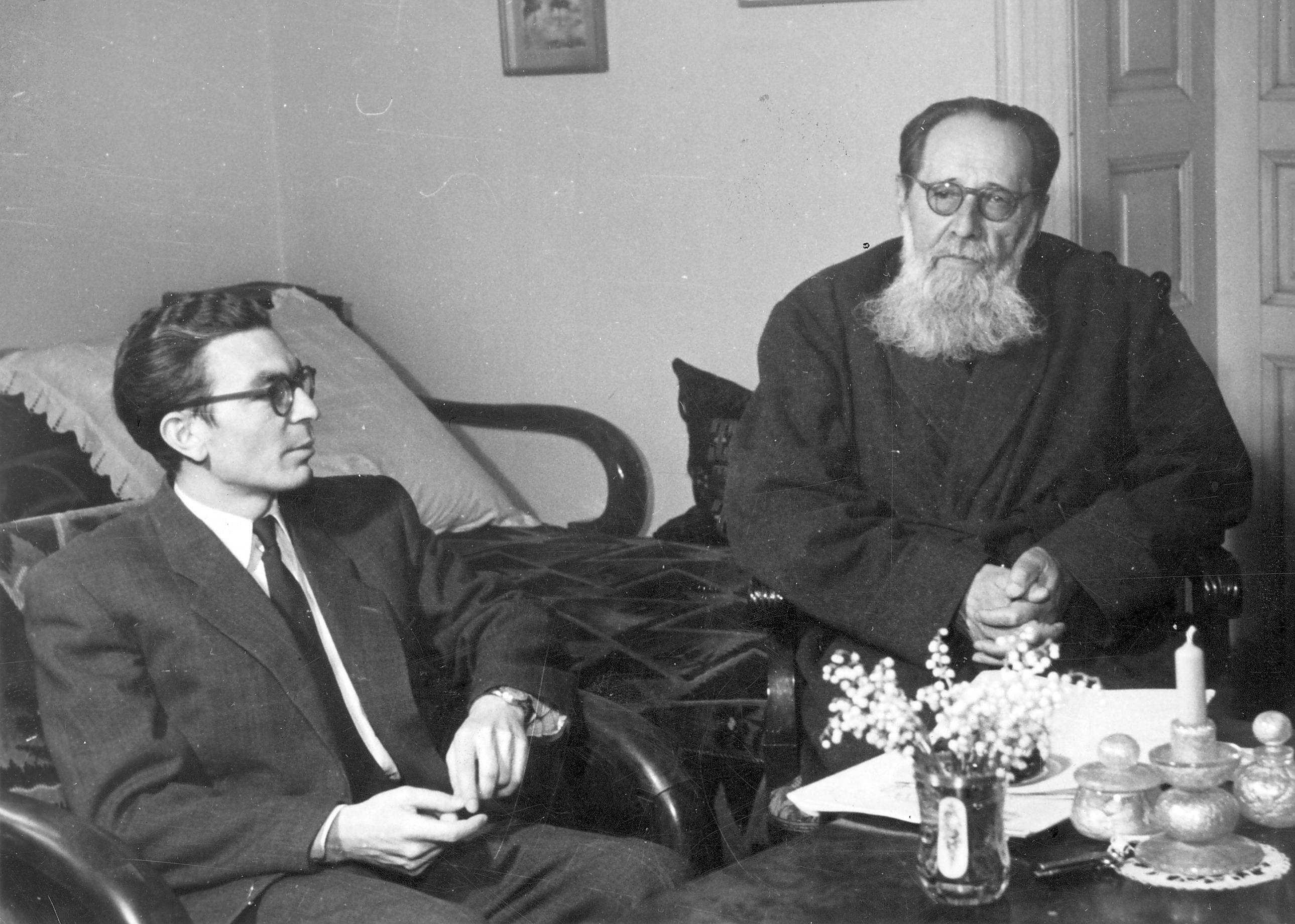
Mircea Zaciu și Ion Agârbiceanu în 1955

### Volume
- Amiaza unei revolutii (E.S.P.L.A., București, 1954);
- Ion Agârbiceanu (E.S.P.L.A., București, 1955; reedit. 1964; Ed. Minerva, București, 1972);
- Unde sfirseste pustiul... (Editura Tineretului, București, 1956);
- Inceputul sfarșitului (E.S.P.L.A., București, 1956);
- Nuvela romanească (Editura Didactică și Pedagogică, București, 1964);
- Masca geniului (Editura pentru Literatură, București, 1967);
- Glose (Ed. Dacia, Cluj, 1970);
- Colaje (Ed. Dacia, Cluj, 1972);
- Sechestrul -  Trei piese de teatru (Ed. Dacia, Cluj, 1972);
- Ordinea și aventura (Ed. Dacia, Cluj, 1973);
- Bivuac (Ed. Dacia, Cluj, 1974);
- Lecturi și zile (Ed. Eminescu, București, 1975);
- Alte lecturi și alte zile (Ed. Eminescu, București, 1976);
- Teritorii (Ed. Dacia, Cluj, 1976);
- Scriitori români (Editura Didactică și Pedagogică, București, 1978);
- Lancea lui Ahile (Editura Cartea Romanească, București, 1980);
- Cu cărțile pe masă (Editura Cartea Romanească, București, 1981);
- Ion Agarbiceanu, 100 de ani de la nastere 1882-1982 (Editura Cartea Romanească, București, 1982);
- Viaticum (Editura Cartea Romanească, București, 1983; reeditat în 1998);
- Jurnal, 4 vol., (1993-1998)
- Clasici și contemporani (Editura Didactică și Pedagogică, București, 1994);
- Ca o imensă scenă, Transilvania ...  (Editura Fundatiei Culturale Romane, 1996);
- Dicționarul scriitorilor români, 4 vol., coordonator (1995-2002);
- Scrisori nimănui (Editura Cogito, 1996);
- Departe/Aproape (Editura Didactică și Pedagogică, București, 1998);
- Dicționarul esențial al scriitorilor români, coordonator (2000);
- Jucătorul de rezervă (Ed. Biblioteca Apostrof, 2000).

### Corespondență
- Dialog epistolar - cu Ion Brad (Editura Curtea Veche, București, 2003);
- Mircea Zaciu; Octavian Șchiau – Corespondență (1956-2000) (Ed. Scoala Ardeleană, Cluj, 2015);
- Ore, zile, ani de prietenie. Corespondență Ion Pop - Mircea Zaciu (1964-2000) (Ed. Scoala Ardeleană, Cluj, 2020);
- Interviuri (Editura Limes, 2007).

### Antologii
- Cu bilet circular. O antologie (posibilă) a schiței românești (Ed. Dacia, Cluj, 1974).

### Ediții
- Ceasuri de seară cu Ion Agârbiceanu (1982);
- Liviu Rebreanu după un veac (1985).

## Afilieri
- Membru al Uniunii Scriitorilor din România.
- Membru onorific al Academiei Române.

## Distincții
- Ordinul Muncii clasa a III-a (10 august 1964) „pentru merite deosebite în opera de construire a socialismului, cu prilejul celei de a XX-a aniversări a eliberării patriei”[5]